# Deuel megye (Dél-Dakota)
Deuel megye az Amerikai Egyesült Államokban, azon belül Dél-Dakota államban található. Megyeszékhelye és legnagyobb városa Clear Lake. Lakosainak száma 4295 fő (2020. április 1.). Deuel megye Grant, Lac qui Parle, Yellow Medicine, Lincoln, Brookings, Hamlin és Codington megyékkel határos.

## Népesség
A megye népességének változása:
| Lakosok száma | 4349 | 4378 | 4386 | 4320 | 4333 | 4295 |
|               | 2010 | 2011 | 2012 | 2013 | 2015 | 2020 |